# Дусе-Алин
Дусѐ-Алѝн (на руски: Дуссе-Алинь) е планински хребет в Далечния Изток, в югозападната част на Хабаровски край, Русия.
Хребетът Дусе-Алин е северно продължение на Бурейнския хребет и има форма на латинската буква „S“. На север в изворната област на река Селемджа се свързва с хребета Езоп. Дължина 150 km. Явява се вододел между реките Амгун и Бурея (леви притоци на Амур) и Селемджа (ляв приток на Зея, ляв приток на Амур). Максимална височина 2175 m (52°06′32″ с. ш. 134°53′37″ и. д. / 52.108889° с. ш. 134.893611° и. д.), в централната част. Изграден е от метаморфозирани скали и гранити. От него водят началото си реките Лява и Дясна Бурея (сътавящи на Бурея), Нилан (ляв протк на Амгун) и няколко десни притока на река Керби (ляв приток на Амгун). До 1300 m височина е покрит със смърчови и лиственични гори, до 1500 m – кедров клек, а по-нагоре – планинска тундра.
Хребетът Дусе-Алин е открит и за първи път грубо картиран през 1844 г. от руския географ и ботаник Александър Мидендорф. От 1849 до 1853 г. в Далечния изток работи голяма руска военна експедиция, възглавявана от Николай Християнович Ахте. Към нея като астроном е зачислен немският геодезист на руска служба Лудвиг Шварц, който заедно с топографите Степан Василиевич Крутив и Алексей Аргунов през 1851 г. детайлно изследва и топографски заснема хребета. На базата на техните измервания е изчертана и първата достоверна карта на Дусе-Алин. През 1861 г. немският ботаник и геолог на руска служба Фьодор Шмид извършва комплексни физикогеографски и геоложки изследвания в района на хребета.

## Топографска карта
- Топографска карта N-53; М 1:1 000 000[2]